# 戸次親良
戸次 親良／立花 親良（べっき ちかよし／たちばな ちかよし）は、戦国時代から江戸時代初期にかけての武将。大友氏、立花氏の家臣、柳河藩重臣。戸次鎮秀の子。

## 生涯
永禄8年（1565年）、豊後国の大友氏庶流の戸次氏の一族である戸次鎮秀の子として誕生。
はじめ大友宗麟・義統親子に仕え、朝鮮との貿易に携わる。天正15年（1587年）、親族の立花宗茂が筑後柳川13万石の領主となると、義統を見限りこれに仕え300石を与えられる。
文禄元年（1592年）より朝鮮出兵に出陣する。特に島井宗室、神屋宗湛、朝鮮王朝らと親交があり立花軍の被害を最小限に食い止める。慶長4年（1599年）、伏見立花屋敷の留守居役家老となる。慶長5年（1600年）の関ヶ原の戦いでは、かねてより親交のあった徳川家康への味方を宗茂に進言するが受け入れらなかった。
戦後、主君・宗茂と共に加藤清正の下にあったが、後に高橋元種の招きに応じる。親良自身は日本・朝鮮の国交回復に尽力する傍ら、立花氏再興を江戸幕府に嘆願する。元和6年（1620年）に立花宗茂が旧領を回復し柳河藩主になると、一族合わせて1500石を与えられ、再び家老となる。
寛永20年（1643年）、79歳で死去。